# Elleanthus teotepecensis
Elleanthus teotepecensis är en orkidéart som beskrevs av Soto Arenas. Elleanthus teotepecensis ingår i släktet Elleanthus och familjen orkidéer. Inga underarter finns listade i Catalogue of Life.